# Dudusa celebensis
Dudusa celebensis är en fjärilsart som beskrevs av Walter Karl Johann Roepke 1944. Dudusa celebensis ingår i släktet Dudusa och familjen tandspinnare. Inga underarter finns listade i Catalogue of Life.